# Усадьба Солодовникова
Усадьба Солодовникова располагается в Москве, в пределах Садового кольца, по адресу Гончарная улица, 18/2 строение 1.

## История
Владение, расположенное на пересечения 1-го Котельнического переулка и улицы Гончарной, имеет в плане вытянутый вдоль 1-го Котельнического переулка  прямоугольник.
Первым известным владельцем участка в 1702 году числится Иван Григорьевич Солодовников. 1725 году владение числилось за ремесленниками тягловой Слободы, архивных планов на этот период не найдено. В 1777 году участок  принадлежал Московскому купцу второй гильдии Степану Ивановичу Солодовникову. На месте современного строения №1 уже стоял каменный жилой корпус с подвалом, предположительно двухэтажный. В 1795 году к участку прирезается со стороны Северного соседнего владения узкая полоска земли. В этом же году перестраивается главный дом усадьбы, который сейчас является современным строением №1. Вопреки недостоверным сведениям эта ветвь Солодовниковых и дом не имеет отношения к известному купцу и меценату Гавриле Гавриловичу Солодовникову.
В 1829 году усадьба перешла к московскому купцу Егору Антонову.  В 1838 году она была куплена московским купцом Ильёй Васильевым.
В 1901 году усадьба числится за Пелагеей Кузминичной (Козминичной) Щеклеевой, женой ювелира  Александра Ильича Щеклеева, владевшего ювелирными магазинами на Ильинке, Старом Гостином дворе и на улице Кузнецкий Мост.
В XIX веке усадьба неоднократно перестраивалась. К 1917 г. были обустроены водопровод и канализация.

### Современность
В по состоянию на апрель 2024 года в здании находится офис строительной компании GRM GROUP.

## Архитектура
Здание усадьбы за время своего существования было несколько раз перестроено в соответствии с очередными архитектурными тенденциями. Поэтому в настоящее время в усадьбе преобладает стиль эклектики, который скрыл первоначальный облик здания в стиле классицизма.
Первый этаж рустован, рамочные наличники окон первого этажа с замковыми камнями, центральная ось главного фасада раскрепована,  фронтон имеет окно в тимпане. Главный фасад членят рустованные пилястры. Этажи разделены профилированным карнизом. Здание завершено карнизом с широким, гладким фризом.
Оригинальными сохранились только белокаменные ворота, отмечающие вход на территорию усадьбы. Кованная ограда сохранилась со времени строительства главного усадебного дома.